# The Pirate Planet
The Pirate Planet (El planeta pirata) es el segundo serial de la 16.ª temporada de la serie británica de ciencia ficción Doctor Who, emitido originalmente en cuatro episodios semanales del 30 de septiembre al 21 de octubre de 1978. Es el segundo serial de los seis que componen la historia The Key to Time de aquella temporada. Su autor fue Douglas Adams, y en él aparecía algo de su estilo humorístico.

## Argumento
El localizador de la Llave del Tiempo lleva al Doctor y Romana al frío y aburrido planeta de Calufrax, pero cuando llegan encuentran una inusual civilización que vive en una prosperidad perpetua. La sociedad teme a una extraña banda de gente con poderes misteriosos conocidos como los Mentiads, pero el Doctor descubre que son buena gente, aunque con un propósito desconocido. Él en su lugar teme al Capitán, el líder y benefactor del planeta. Tras conocer al Capitán en el puente de mando de su nave, descubre que en realidad están en un planeta ahuecado llamado Zanak que ha estado materializándose alrededor de otros planetas para saquear sus recursos.
Después de reparar los motores de Zanak, dañados cuando el planeta se materializó en el mismo lugar en que lo hizo la TARDIS, el Capitán planea llevar Zanak a la Tierra. El Doctor descubre que la verdadera amenaza que controla al Capitán es la antigua tirana Reina Xanxia, disfrazada como la enfermera del Capitán, que usa los recursos robados de los planetas en un intento de conseguir la inmortalidad. A pesar de la aparente locura del Capitán, es una persona calculadora que planea destruir a Xanxia. Los Mentiads descubren que sus poderes psíquicos están reforzados por la destrucción de mundos enteros bajo sus pies.
Por todo Zanak, el localizador de la Llave del Tiempo ha estado dando señales extrañas que parecen indicar que el fragmento está en todas partes. Una vez que el Doctor y Romana ven la sala de trofeos de planetas del Capitán, concluyen que Calufrax es el fragmento que estaban buscando. Utilizan la TARDIS una vez más para entorpecer la materialización de Zanak alrededor de la Tierra mientras los Mentiads sabotean los motores. Xanxia mata al Capitán cuando finalmente se vuelve contra ella. El Doctor, Romana y los Mentiads destruyen el puente de mando de Zanak y a la reina Xanxia, poniendo punto final a la devastación de los viajes de Zanak.

### Continuidad
Mientras está inconsciente en el puente, el Doctor murmura "Basta de espinas de Janis", el regaño que solía hacerle a su anterior acompañante Leela, sobre todo en The Face of Evil. El Décimo Doctor menciona Calufrax Menor como uno de los planetas desaparecidos en La Tierra robada.

## Producción
| Episodio          | Fecha de emisión         | Duración | Espectadores en millones | Estado en el archivo  |
| ----------------- | ------------------------ | -------- | ------------------------ | --------------------- |
| Episodio 1        | 30 de septiembre de 1978 | 25:05    | 9,1                      | Cinta original en PAL |
| Episodio 2        | 7 de octubre de 1978     | 25:30    | 7,4                      | Cinta original en PAL |
| Episodio 3        | 14 de octubre de 1978    | 25:47    | 8,2                      | Cinta original en PAL |
| Episodio 4        | 21 de octubre de 1978    | 25:16    | 8,4                      | Cinta original en PAL |
| [ 1 ] [ 2 ] [ 3 ] |                          |          |                          |                       |

El borrador original era extremadamente complejo: se centraba en un Señor del Tiempo atrapado en una gigantesca máquina absorbedora de agresiones y varias paradojas, y el editor de guiones Anthony Read tuvo que simplificarlo a fondo.
Según los comentarios del DVD, el accidente del Doctor con la consola al principio de la historia se introdujo para explicar el corte en el labio que tenía Baker en la realidad, provocado por el mordisco de un perro. Las escenas en la sala de motores se rodaron en la estación de energía nuclear de Berkeley, lo que hizo que gran parte del reparto y equipo estuvieran bastante nerviosos.